# Anton van Loon
Antonius (Anton) van Loon (Arnhem, 25 juni 1888 – aldaar, 3 november 1962) was een Nederlandse beoefenaar van de touwtreksport en was de oprichter van de krachtsportvereniging Achilles te Arnhem. Hij nam deel aan de Olympische Spelen van 1920. Daarnaast was hij ambtenaar van de gemeente Arnhem en badmeester van het Rijnbad.

## Loopbaan
Het touwtrekken was aan het begin van de 20e eeuw ondergebracht bij de atletiek. Vandaar dat in mei 1920 bij de door de Nederlandse Atletiek Unie (NAU) in Utrecht georganiseerde voorwedstrijden voor de Olympische Spelen in Antwerpen later dat jaar, ook het onderdeel touwtrekken aan bod kwam. Hierbij eindigde de Arnhemse krachtsportvereniging Achilles op de eerste plaats, met als nummer twee het team van de vereniging F.L. Jalin uit Edam en op de derde plaats de politiesportvereniging uit Amsterdam. Als gevolg van deze eerste plaats werd het acht man sterke touwtrekteam uit Arnhem naar Antwerpen afgevaardigd.
Het team bestond naast Anton van Loon uit diens broer Willem van Loon, Wim Bekkers, Wim van Rekum, Rinus van Rekum, Henk Janssen, Jan Hengeveld en Sijtse Jansma. Op de Spelen won de Nederlandse ploeg, met een gemiddeld gewicht van 85 kilogram, van het bijna 200 kg zwaardere Italië. De eerste 'trek' werd gewonnen in 1.11 min, de tweede in 43,25 sec. Wel verloren de Nederlanders daarna van de Engelsen, die zo’n 300 kg zwaarder waren. Het Engelse team won met gemak in respectievelijk 28,8 en 13,4 sec. Voor de zilveren medaille moest de Nederlandse ploeg tegen de Belgen aantreden, die de Amerikanen hadden verslagen. Die wedstrijd werd met gemak gewonnen. De Belgen waren door een treinvertraging met slechts vier man komen opdagen. Nadat de laatkomers waren verschenen, gingen de Nederlanders alsnog de strijd aan. De eerste 'trek' werd in 1.03,4 gewonnen, de tweede in 2.03. Daarmee werd de zilveren medaille veiliggesteld. Het was de allereerste olympische medaille in de geschiedenis van de Nederlandse atletiek. De touwtrekploeg werd bij terugkeer in Nederland dan ook feestelijk onthaald in de Gelderse hoofdstad met een rijtoer, die door duizenden belangstellenden werd bijgewoond en een huldiging in Musis Sacrum.
Vier jaar later was het onderdeel touwtrekken van het olympische programma geschrapt. In 1936 droeg de KNAU deze tak van sport over aan de Nederlandse Kracht Sportbond.